# Kokar Lian
Kokar Lian is een bestuurslaag in het regentschap Sumbawa Barat van de provincie West-Nusa Tenggara, Indonesië. Kokar Lian telt 1704 inwoners (volkstelling 2010).